# Abdelrahman Al-Masatfa
Abdelrahman Al-Masatfa (en arabe : عبد الرحمن المصاطفة) est un karatéka jordanien né le 26 mai 1996. Spécialiste du kumite poids légers, il a remporté la médaille d'or aux championnats d'Asie 2018 puis une médaille de bronze aux Jeux asiatiques de 2018, aux championnats d'Asie 2019 et aux Jeux olympiques d'été de 2020.
Il est médaillé de bronze en moins de 67 kg aux Jeux mondiaux de 2025 à Chengdu.